# Индуизм в США

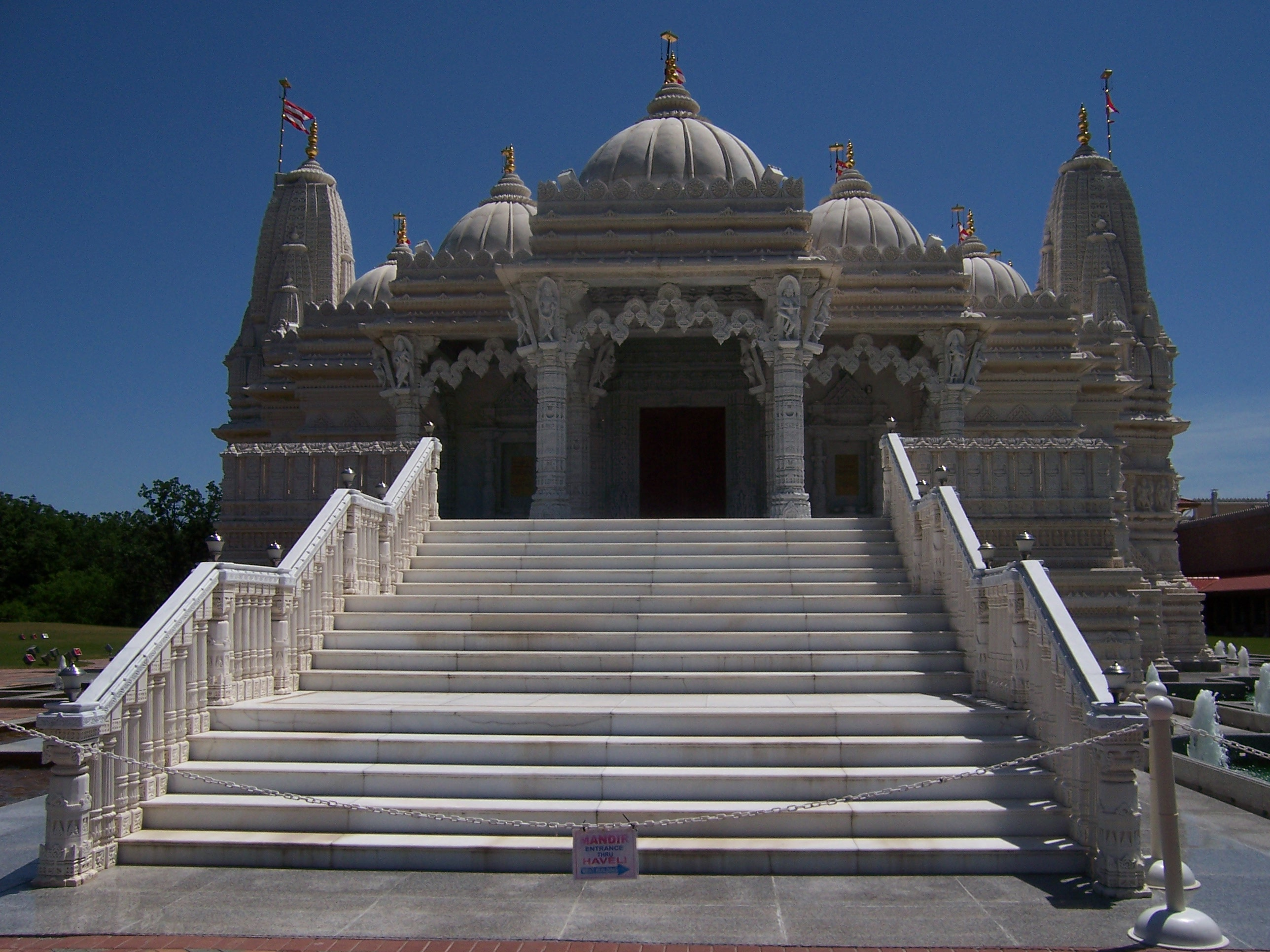
Шри Сваминараян Мандир в Чикаго.

В США индуизм исповедует около 0,4 % населения. Большинство американских индуистов являются эмигрантами из Индии и Непала и их потомками. Перешедшие в лоно индуизма представляют собой немногочисленную группу.
Невозможно точно определить время появления индуизма в США. До принятия нового иммиграционного законодательства в 1965 году, индуистов в США были считанные единицы. После принятия закона, в Америку начало прибывать большое количество эмигрантов из Индии и других азиатских стран. В 1960-е и 1970-е годы интерес американской публики к индуизму оказал заметное влияние на формирование движения нью-эйдж. В те же самые годы заметную роль в популяризации индуизма в США сыграла вайшнавская религиозная организация Международное общество сознания Кришны. В 2003 году был основан Индуистский американский фонд — общественная организация, отстаивающая права индуистов в США.
Согласно проведённому в 2001 году исследованию, в США насчитывалось 1,1 млн последователей индуизма, что составило 0,4 % от всего населения. В 2004 году Государственный департамент США оценил количество американских индуистов в 1 478 670, или 0,5 % всего населения страны. Согласно проведённым исследованиям, среди американских индуистов ниже уровень разводов, выше уровень образования и доходов. 48 % американских индуистов имеют магистерские или докторские степени. 43 % семей американских индуистов имеют годовой доход более 100 000 долларов США.
Согласно результатам проведённого в 2012 году исследования, 53 % американских индуистов не относят себя к какому-либо конкретному направлению внутри индуизма, 19 % называют себя последователями вайшнавизма, 10 % — шиваитами, 3 % — кришнаитами, и 2 % — последователями веданты.
В 2012 году Талси Габбард (кришнаитка из штата Гавайи самоанско-европейского происхождения) стала первым в истории членом Конгресса США индуистского вероисповедания.